# Przedstawiciele dyplomatyczni Polski w Rosji
Pierwszym stałym ambasadorem Rzeczypospolitej w Imperium Rosyjskim był przebywający w Petersburgu w latach 1767–1792 Antoni Augustyn Deboli. Do tego czasu dyplomacja staropolska stosowała system czasowych wysłanników (posłów), lub nieformalnych przedstawicieli.

## Korona Królestwa PolskiegoiRzeczpospolita Obojga Narodów
- 1556 Stefan Andrejewicz Zbaraski
- 1571 Michał Haraburda
- 1686 Krzysztof Grzymułtowski
- 1702 Krzysztof Białłozor
- luty 1704 Tomasz Działyński
- 1707–1709 Józef Tausz (wysłannik konfederatów sandomierskich)
- 1712 Marcin Wołłowicz i Michał Puzyna (wysłannicy walnej rady warszawskiej)
- 1717–1718 Franciszek Poniński
- 1718 Lesiowski
- 1719–1720 Stanisław Chomętowski
- 1735 Ignacy Zawisza
- 1739–1743 Ignacy Ogiński (wyznaczony przez radę senatu w 1739. Na dworze carycy dopiero od 1743)
- 1762 Alojzy Fryderyk von Brühl
- 1763 Jan Andrzej Borch
- 1764 (maj-czerwiec) Gerwazy Ludwik Oskierka (człowiek Czartoryskich)
- 1764–1765 Franciszek Rzewuski (poseł, człowiek S.A. Poniatowskiego)
- 1765–1766 Jakub Psarski (rezydent, w Rosji do 1772)
- czerwiec 1766-styczeń 1767 Franciszek Rzewuski (i sekretarz Maurycy Glayre)
- 1767–1772 Jakub Psarski (rezydent)
- 1771 Franciszek Ksawery Branicki
- 1767- styczeń 1776 Antoni Augustyn Deboli
- styczeń-luty 1776 Ignacy Kluczewski (chargé d’affaires)[1]
- luty 1767–1792 Antoni Augustyn Deboli

Po rozbiorach stosunki dyplomatyczne w ograniczonym zakresie zostały nawiązane w 1918 po traktacie brzeskim  pomiędzy rządem bolszewickim a Radą Regencyjną Królestwa Polskiego.

## Królestwo Polskie
- 1918 Aleksander Lednicki (minister pełnomocny – przedstawiciel Rady Regencyjnej Królestwa Polskiego przy rządzie Rosyjskiej Federacyjnej Republiki Radzieckiej (RFSRR) )
- 1918 Ludwik Darowski (j.w.)

## II Rzeczpospolita
II Rzeczpospolita w czasie trwania wojny polsko-bolszewickiej nie uznawała (podobnie jak wszystkie państwa Ententy) rządu bolszewików w Rosji i Rosyjskiej Federacyjnej Republiki Radzieckiej (RFSRR). Wzajemne uznanie rządów Polski i Rosji Sowieckiej nastąpiło w traktacie pokojowym zawartym 18 marca 1921. Po jego ratyfikacji strony wymieniły przedstawicieli dyplomatycznych.
- 1 lipca 1921 - 22 października 1921 Tytus Filipowicz (Chargé d’affaires przy rządzie Rosyjskiej Federacyjnej Republiki Radzieckiej (RFSRR))
- 10 grudnia 1921 - 16 października 1922 Zygmunt Stefański (chargé d'affaires)
- 16 grudnia 1922 - 30 grudnia 1923 Roman Knoll (chargé d'affaires)

30 grudnia 1922 Rosyjska Federacyjna Socjalistyczna Republika Radziecka stała się częścią utworzonego Związku Socjalistycznych Republik Radzieckich. Polska uznała utworzenie ZSRR notą z 13 grudnia 1923. Roman Knoll był ostatnim przedstawicielem dyplomatycznym Polski przy rządzie Rosji Sowieckiej.
W latach 1922−1991 RFSRR była częścią ZSRR, a przedstawiciele dyplomatyczni byli wymieniani pomiędzy Polską a sowieckim państwem związkowym.

## III Rzeczpospolita
Po rozwiązaniu ZSRR układem białowieskim 8 grudnia 1991 dotychczasowy ambasador Polski przy rządzie ZSRR Stanisław Ciosek kontynuował misję przy rządzie Federacji Rosyjskiej. Nastąpiło tym samym odtworzenie polsko-rosyjskich stosunków dyplomatycznych.
- 1991−1996: Stanisław Ciosek
- 1996−2002: Andrzej Załucki
- 2002−2005: Stefan Meller
- 2005−2006: Wiktor Ross (chargé d'affaires a.i.)
- 2006−2010: Jerzy Bahr
- 2010−2014: Wojciech Zajączkowski
- 2014−2016: Katarzyna Pełczyńska-Nałęcz
- 2016-2020: Włodzimierz Marciniak[2]
- 2020-2021: Jacek Śladewski (chargé d'affaires a.i.)
- od 2021: Krzysztof Krajewski[3]